# Dicranomyia unispinosa
Dicranomyia unispinosa là một loài ruồi trong họ Limoniidae. Chúng phân bố ở miền Cổ bắc.